# Национальная библиотека Неаполя
Национальная библиотека Неаполя (итал. Biblioteca nazionale di Napoli) — одна из итальянских национальных библиотек. Была основана в 1804 году. Носит имя короля Италии Виктора Эммануила III (не путать с Библиотекой Виктора Эммануила II в Риме). Расположена в Королевском дворце в Неаполе.

## Предыстория
Основой собрания Национальной библиотеки Неаполя являются книги из коллекции Фарнезе, собранной кардиналом Алессандро Фарнезе, позднее ставшим папой римским Павлом III, и включающей помимо книг другие произведения искусства. Фарнезе начал собирать книги примерно в 1493 году, а в 1495 году начал постройку палаццо Фарнезе, в котором и была размещена его коллекция книг.
В XVI веке библиотекарем был исследователь, коллекционер и антиквар Фульвио Орсини.
Библиотека не пострадала при разграблении Рима в 1527 году, но перенесла последствия двух пожаров в начале XVII века. Также она пострадала, когда семья Фарнезе принимала в гостях шведскую королеву Кристину, та отказалась платить своим слугам и они грабили Фарнезе.
В 1653 году Фарнезе стали герцогами Пармы, в связи с чем книги переехали в Парму и были переплетены кожей с золотыми лилиями на заднем обложке.
В 1731 году умер Антонио, последний представитель рода Фарнезе, и герцогство Пармы перешло к Карлу, испанскому принцу и королю Неаполя. Библиотека Фарнезе была перемещена в Неаполь, где размещена во дворце Каподимонте. При этом Карл планировал переместить в ремонтируемый Дворец исследований (современный Национальный археологический музей Неаполя) и открыть там общественную библиотеку, однако в 1759 году его отец, король Испании Фердинанд VI, умер и принц Карл отправился править Испанией.

## История
В 1799 году французские войска свергли монархию, а на месте Неаполитанского королевства была образована короткоживущая Партенопейская республика, созданная по образцу Французской республики, а затем — Королевство обеих Сицилий, марионеточное государство Франции. Были конфискованы церковные книжные собрания, в том числе ценное собрание августинской церкви Сан-Джованни-а-Карбонара.
13 января 1804 года была официально открыта Королевская библиотека Неаполя (итал. Reale Biblioteca di Napoli), размещённая в том же Дворце исследований, где и планировалось принцем Карлом. Тогда же началась публикация каталога изданий, хранящихся в библиотеке.
В 1806 году родственник Наполеона Иоахим Мюрат стал неаполитанским королём и конфискации церковной собственности продолжились, в том числе — картезианского монастыря Чертоза-ди-Падула. Также Мюратом были приобретены полная коллекция книг издателя Джамбаттисты Бодони и библиотека маркиза Франческо Антонио Такконе (итал. Francesco Antonio Taccone).
В 1815 году, после реставрации Бурбонов и возвращения короля Неаполя Фердинанда I библиотека была переименована в Королевскую Бурбонскую библиотеку (итал. Reale Biblioteca Borbonica).
В 1818 году король Фердинанд приобрёл для библиотеки коллекцию инкунабул у экономиста Мельхиоре Дельфико.
В 1860 году, во время Рисорджименто, волонтёрские войска Джузеппе Гарибальди и армия Сардинского королевства завоевали Неаполитанское королевство. Библиотека была переименована в Национальную библиотеку Неаполя, а управление библиотекой было передано философу Вито Форнари, заведовавшему ей до своей смерти в 1900 году. Закрытие монастырей продолжилось, а также были конфискованы Королевская библиотека и личная библиотека королевы.
В 1882 году Антонио Равьери оставил библиотеке собрание рукописей и переписку своего друга, поэта Джакомо Леопарди. В 1888 году граф Эдуардо Луккези Палли (итал. Eduardo Lucchesi Palli) подарил библиотеке 61 тысячу томов и 1500 автографов, в основном по истории театра.
Также к библиотеке был присоединён Офис Геркуланумских папирусов (итал. Officina dei Papiri Ercolanesi), в результате чего в собрание добавились 1816 Геркуланумских папирусов, из которых на 1999 год 196 штук было раскручено и 185 штук — частично раскручено.
В 1923 году король Италии Виктор Эммануил III передал государству Королевский дворец в Неаполе и к 1927 году библиотека была перемещена в него. 17 мая 1927 года состоялось открытие в новом здании, а библиотека приобрела имя Виктора Эммануила III.
В собрание Национальной библиотеки также были добавлены книги из Библиотеки Бранкаччана (итал. Biblioteca Brancacciana), старейшей публичной библиотеки Неаполя, и Библиотеки Провинчале (итал. Biblioteca Provinciale, коллекции из 20 тысяч томов на научные темы, географических карт и записок путешествий.
Во время Второй мировой войны из-за расположения фасада библиотеки на море была угроза бомбардировки. Книги были перемещены в глубь города и не пострадали, когда в 1943 году в здание Королевского дворца попала бомба.
В сентябре 1943 года, в преддверии Четырёх дней Неаполя, библиотека была сожжена нацистами в ответ на столкновение с протестующими горожанами.
В 1947 году передала библиотеке своё собрание герцогиня Елена Орлеанская. В 1957 году один из залов был назван в честь философа Бенедетто Кроче, чьи труды хранятся в библиотеке. В 1980 году библиотеке был нанесён небольшой ущерб в результате землетрясения в Ирпинии.